# Papias dictys
Papias dictys är en fjärilsart som beskrevs av Frederick DuCane Godman 1900. Papias dictys ingår i släktet Papias och familjen tjockhuvuden. Inga underarter finns listade i Catalogue of Life.